# Subjekt (filosofi)
Subjekt har i västerländsk filosofi betraktats som en rationell/förnuftig varelse (enligt Immanuel Kant) som tänker om och agerar mot världen (som då tar formen av objekt). Subjektet har bland upplysningstidens filosofer även betraktats som bäraren av politiska rättigheter och moraliska skyldigheter.

## Michel Foucault
Michel Foucault betraktade sitt huvudprojekt som att undersöka hur människor genom historien gjorts till "subjekt". Subjektivitet är för Foucault inte ett tillstånd, utan en praktik - ett aktivt varande. Foucault menar att filosofer ofta betraktat "subjektet" som något givet, naturligt och objektivt. Foucault däremot menar att subjektet är en konstruktion skapad av makt. Foucault talar om "assujettissement", en fransk term som för Foucault syftar till en process där makten skapar subjekt samtidigt som makten förtrycker människor genom normer.